# Tamag
Tam (également tam, tamuk, tam ou tamu) est le nom de l'Enfer dans le Tengrisme. C'est l'endroit où les criminels se rendent pour être punis après leur mort. Il existe plusieurs représentations du Tamag, mais le point commun à presque toutes les vues est le feu. Erlik Khan est la divinité qui gouverne l'enfer et qui punit les gens ul. En outre, une autre entité nommée Tami Han gouverne Tam dans la tradition khakassienne. Les anciens Turcs croyaient que Tam était souterrain. On croyait que les habitants de Tam seraient ramenés au troisième étage du ciel après avoir purgé leur peine d'emprisonnement à Tam. Tam est l'opposé d'Uçmag(le paradis).
Selon les croyances des Touvains, la terre a trois étages inférieurs, sous lesquels se trouvent 18 couches de feux de l'enfer (Tamas).

## Voir également
- Erlik
- Kṣitigarbha
- Yamantaka
- Yanluo Wang